# Flesh for Lulu
Flesh for Lulu est un groupe de rock britannique, fondé à Londres en 1982. Actif jusqu'en 1992, il se reforme en 2013 avec un nouveau line-up, et disparaît en 2015 avec la mort de son leader Nick Marsh. La musique de leurs débuts navigue entre post-punk et glam rock, avec un soupçon de rock gothique, puis évolue vers un son plus commercial, mélange  de rock alternatif et de new wave.

## Historique
Le groupe est formé à Brixton par Nick Marsh (chant et guitare) et James Mitchell (batterie), qui recrutent rapidement Rocco Barker (guitare et chant), et Glen Bishop (basse). Son nom est inspiré par un film de série Z américain culte, Flesh for Frankenstein,. Après un enregistrement avec John Peel pour BBC Radio 1 plutôt bien accueilli, ils signent chez Polydor en 1983. Peu de temps après, le bassiste Glen Bishop, parti pour rejoindre Under Two Flags, est remplacé par Kevin Mills (ancien membre de Specimen).
Leur premier EP, Roman Candle, marche bien, mais le label les abandonne un an plus tard lorsque le premier album homonyme ne rencontre aucun succès commercial. En 1985, le groupe signe chez Hybrid et sort le mini LP Blue Sisters Swing, produit par Craig Leon. L'image de la pochette montrant deux religieuses s'embrassant entraîne l'interdiction de l'album aux États-Unis et en Europe. Big Fun City, l'album suivant, sort chez Statik Records.
L'année suivante, le groupe signe chez Beggars Banquet. La chanson I Go Crazy apparaît dans le film L'Amour à l'envers (Some Kind of Wonderful) et est diffusée sur les radios de rock universitaires américaines. Cela leur permet d'effectuer une tournée réussie aux États-Unis. L'album de 1987, Long Live the New Flesh, est produit par Mike Hedges.
En 1989, le single Decline and Fall lui fait suite et devient l'un des 15 meilleurs hits du nouveau palmarès Modern Rock Tracks du magazine Billboard. L'année suivante, Time and Space, écrite par le nouveau membre du groupe Del Strangefish (ex-Peter and the Test Tube Babies) devient leur plus gros hit américain, atteignant le top 10 du classement Modern Rock ; mais la chanson ne réussit à intégrer aucun des autres charts nationaux.
Le groupe se sépare après la rupture de son contrat par Capitol Records (qui distribue ses disques sur le sol américain) et une signature avortée avec Hollywood Records. Nick Marsh déclare : « la véritable raison pour laquelle Flesh s'est séparé est (…) qu'il y avait des différences musicales. C'est vrai, il y avait deux trains de pensées ».
La chanson Postcards from Paradise est reprise en 2002 par Paul Westerberg en tant que morceau caché sur son album Stereo. Les Goo Goo Dolls reprennent également la même chanson, qui fait partie d'une édition « deluxe » de Something for the Rest of Us, leur album de 2010.

### L'après Flesh for Lulu
En 1996, Nick Marsh et Rocco Barker forment un nouveau groupe nommé Gigantic, recrutant Dave Blair à la basse et Al Fletcher à la batterie. Columbia les signe et les envoie en tournée avec les Goo Goo Dolls et Bush. Leur premier album est un flop commercial et le groupe se sépare en 1998.
Après cela, Nick Marsh sort un album solo, joue de la guitare au sein du groupe Urban Voodoo Machine, puis enregistre un disque avec sa femme Katharine Blake (de Miranda Sex Garden et Mediæval Bæbes). Rocco Barker rejoint un groupe nommé The Space Police avec l'artiste reggae/jungle General Levy et le claviériste et producteur italien Dr. Cat (alias Luca Gatti).
En 2007, l'unique album de Gigantic, Disenchanted, initialement sorti en 1996 sur Columbia, est remasterisé et réédité sur Corporate Risk sous le nom de Flesh for Lulu, avec pour titre Gigantic.
En 2013, Nick Marsh reforme Flesh for Lulu avec un nouveau line-up composé de Marsh (chant/guitare), Mark Bishop (batterie), Keith McAndrew (basse) et Will Crewdson (guitare). Malheureusement, Marsh meurt d'une forme agressive de cancer de la gorge le 5 juin 2015, à l'âge de 53 ans.

## Discographie

### Albums studio
- 1984 : Flesh for Lulu (Polydor)
- 1985 : Big Fun City (Statik)
- 1987 : Long Live the New Flesh (Beggars Banquet UK, Capitol US)
- 1989 : Plastic Fantastic (Beggars Banquet UK, Capitol US)
- 2007 : Gigantic (réédition de l'album Disenchanted de Gigantic en 1996)
- 2009 : The Best of Flesh for Lulu [re-recorded] (Corporate-Risk Products)

### Albums live
- 1986 : Fresh Flesh (Dojo)

### EP
- 1983 : Roman Candle (Polydor)
- 1985 : Blue Sisters Swing (Hybrid)
- 1986 : Idol (Beggars Banquet)

### Singles
Les classements indiqués correspondent au palmarès Modern Rock Tracks de Billboard.
- 1983 : Roman Candle (Polydor)
- 1984 : Subterraneans (Polydor)
- 1984 : Restless (Polydor)
- 1985 : Baby Hurricane (Statik)
- 1986 : Idol (Beggars Banquet)
- 1987 : I Go Crazy (Beggars Banquet)
- 1987 : Siamese Twist (Beggars Banquet)
- 1987 : Postcards from Paradise (Beggars Banquet)
- 1989 : Decline and Fall (Beggars Banquet) - no 15
- 1990 : Time and Space (Beggars Banquet) - no 9
- 2007 : Cold Flame/Big Love (Corporate-Risk Products)

### Musiques de films
(Année : film - chanson)
- 1987 : L'Amour à l'envers - I Go Crazy
- 1989 :  L'Oncle Buck - Slide et Slowdown
- 1990 : Flashback - Next Time (I'll Dream of You)
- 1994 : Miss Karaté Kid - Mystic Trader